# Дом Шмита
Дом Шми(д)та — историческое здание первой половины XX века в Пинске, историко-культурная ценность (номер 113Г000537). Расположен по адресу: улица Ленина, дом 2, на углу с улицей Белова, на площади Ленина.

## История
На месте этого дома последовательно существовали деревянный дом, каменный одноэтажный и каменный двухэтажный дома. Участок со сгоревшим каменным двухэтажным домом был куплен в 1924 году лесопромышленником Мовшей Шмидом, который в 1925—1928 году построил ныне сохранившееся здание. Архитектором был Николай Котович. В доме находились первоклассная гостиница «Английская» и ресторан-кабаре «Парадис». Также в нём размещался ряд магазинов, в том числе магазин одежды и галантереи Кагана и галантерейный магазин Фельдмана, одни из крупнейших в городе. В 1939 году дом национализирован и отдан под семейное общежитие лётчиков. После 1945 года в помещениях бывшей гостиницы проживали военные.

## Архитектура
Архитектура дома содержит элементы модерна. Здание кирпичное, трёхэтажное, четырёхугольное в плане с внутренним двориком. Крыша дома двускатная, покатая. В композиции дома выделяется эркер, выходящий на угол улиц. Он завершается арочным аттиком. В декоре дома использованы профилированные межэтажные пояски, рустовка по штукатурке, плоские наличники, ажурные решётки на балконах.